# Brachymeria thracis
Brachymeria thracis är en stekelart som först beskrevs av Crawford 1911.  Brachymeria thracis ingår i släktet Brachymeria och familjen bredlårsteklar. Inga underarter finns listade.